# 셰키메키!
〈셰키메키!〉(일본어: シェキメキ!)는 Dream5의 8번째 싱글이다. 2012년 11월 7일에 에이벡스 트랙스에서 발매돴다.

## 개요
- 〈CRAZY GONNA CRAZY〉는 TRF의 〈CRAZY GONNA CRAZY〉의 커버곡. 사제관계가 되는 AAA도 커버한 곡이기도 하다. 보컬 2명 이외에 타카노 아키라와 타마카와 모모나도 부르고 있다.
- 〈로큰롤 현청소재지〉는 모리타카 치사토의 〈로큰롤 현청소재지[주 1]〉의 커버곡이다.
- 오리콘 주간 차트에서 10위를 획득해서 Dream5 첫 오리콘 10위권에 들어가게 된다. 발매일 직후에는 아키하바라 소프맵, 이토요카드 각 점포 등에서 연일 이벤트가 행해졌다.

## 수록곡

### 통상반
CD
1. 셰키메키!(シェキメキ!)
  - 작사: leonn / 작곡 · 편곡: 와타나베 토루, 시미즈 타케히토
2. CRAZY GONNA CRAZY
  - 작사 · 작곡: 코무로 테츠야 / 작곡 · 편곡: 와타나베 토루, 시미즈 타케히토
3. 로큰롤 현청소재지(ロックンロール県庁所在地)
  - 작사 · 작곡: 모리타카 치사토 / 편곡: 히비노 히로후미
4. 셰키메키! (Instrumental)
5. CRAZY GONNA CRAZY (Instrumental)
6. 로큰롤 현청소재지 (Instrumental)

DVD
1. 셰키메키! (뮤직비디오)
2. 로큰롤 현청소재지 (뮤직비디오)
3. 셰키메키! (안무 영상)
4. CRAZY GONNA CRAZY (안무 영상)
5. 로큰롤 현청소재지 (안무 영상)

### mu-mo 샵 한정반
CD
1. 셰키메키!(シェキメキ!)
2. CRAZY GONNA CRAZY
3. 드리5학원 생활 라디오 드라마(ドリ5学園生活ラジオドラマ)[주 2]

## 타이업
| 곡명      | 사용된 곳                                                                           |
| --------- | ----------------------------------------------------------------------------------- |
| 셰키메키! | 이토요카도 Dancingood day 광고 음악 닛폰 TV계 《음룡문: MUSIC DRAGON GATE》 닫는 곡 |